# 植村家忠
植村 家忠（うえむら いえただ、1943年（昭和18年）2月16日 - 2020年（令和2年）10月14日）は、日本の政治家。奈良県元高取町長（4期）。

## 経歴
高取町出身。旧大和高取藩第15代当主・植村家治の三男として生まれる。日本生命保険元専務取締役の植村家隆は異母兄。
1965年（昭和40年）日本大学芸術学部卒。大手広告代理店、県議会議員を経て、2008年（平成20年）高取町長に就任。その後、計4回当選。2015年（平成27年）6月日本大学奈良県支部長に就任。
2020年（令和2年）10月14日、多臓器不全のため田原本町内の病院にて77歳で死去。

## 家族
- 長男・家貴[1]